# Риаси (округ)
Риаси (англ. Reasi) — округ в индийской союзной территории Джамму и Кашмир, в регионе Джамму. Административный центр — город Риаси. По данным всеиндийской переписи 2001 года население округа составляло 120 380 человек.
Один из старейших в штате. Когда-то в Риаси был столицей государства Бхимагарх, основанного Раджа Бхим Дев около VIII века. Княжество оставалось независимым до 1822 года, когда махараджа Гулаб Сингх захватил княжество и присоединил его к Джамму. До 1948 года Риаси был округом провинции Джамму, но реформа 1948 года передала большую часть округа Удхампуру, и часть Пунчу (сейчас Раджаури).

## География и демография
Тесхил Риаси находится на расстоянии 64 км от Джамму и граничит с техсилом Гул-Гулабгарх на севере, Сундербани и Калакот на западе, Удхампуром на востоке, Джамму и Акхнуром на юге.
Риаси населяют 120 380 человек по переписи 2001 года с 25,57 % мусульман и индуистским большинством. Климат субтропический, в некоторых местах умеренный. Лето тёплое, зима холодная, снег покрывает горы.

## Форт Бхимгарх
Исторически называется Форт Бхимгарх, но известен как Форт Риаси. Находится в городе Риаси на холме высотой 150 метров. Первоначально построенный из глины форт был перестроен в камне и служил убежищем королевской семьи. С 1989 года находится в ведении департамента археологии. Местная достопримечательность.

## Борьба за статус округа
Народ этой холмистой местности требовал восстановить статус Риаси, и даже в докладе Комиссии Вазир среди других рекомендаций было предложено повысить статус Риаси. Риши Кумар Коушал, видный деятель Джан Сангх и теперь Праджа Паришад вёл агитацию за восстановление статуса с конца 90-х.
В 2007 году Риаси был восстановлен в статусе округа.

## Административное деление
Два техсила Риаси и Гул-Гулабгарх, соответственно, 239 и 60 деревень.
4 блока: Арнас, Махор, Риаси и Поуни. В каждом блоке панчаяты.

## Политика
Три окружных собрания: Риаси, Гулабгарх и Гул Арнас.

## Посещаемые места
- Форт Бхимгарх
- Шивкхори
- Вайшно-деви
- Храм Калика
- Баба Дансар
- Дхянгарх
- Баба Бидда
- Сиарх Баба